# Župnija Otlica
Župnija Otlica je rimskokatoliška teritorialna župnija dekanije Vipavska škofije Koper. 

## Sakralni objekti
- župnijska cerkev sv. Angelov varuhov
- podružnična cerkev sv. Družine